# Furia ellisiana
Furia ellisiana är en svampart som först beskrevs av Ben Ze'ev, och fick sitt nu gällande namn av Humber 1989. Furia ellisiana ingår i släktet Furia och familjen Entomophthoraceae.   Inga underarter finns listade i Catalogue of Life.